# Jesenova večnoluknjičarka
Jesenova večnoluknjičarka (znanstveno ime Vanderbylia fraxinea) je gliva iz rodu večnoluknjičark (Vanderbylia).

## Značilnosti
Razmeroma velika goba poličaste ali kopitaste oblike, ki lahko raste več let. Mlada je žametasta, rumene do svetlo oker barve. Kasneje postane sivo rjava z rdečkastimi lisami. Valovit rob je najprej kremasto rumene do oranžne barve, kasneje porjavi.

## Razširjenost in življenjski prostor
Raste na spodnjem delu debla še živih listavcev, najpogosteje na jesenu (Fraxinus), lahko pa tudi na drugih listavcih s trdim lesom. Je zajedalec in povzroča resno škodo gostiteljskim rastlinam. Na napadenemu drevesu povzroči belo trohnobo in njegovo odmiranje. Po odmrtju gostitelja nadaljuje z rastjo kot gniloživka.

## Mikroskopske značilnosti
Trosni prah je kremasto bel. Trosi so elipsasti, hialini (prosojni), dekstrinoidni in imajo debele stene ter kalilno poro. Velikost: 6-8 x 5-6.5 µm.

## Podobne vrste
- jesenova trdocevka (Rigidoporus ulmarius) ima svetlejše, bolj okrogle trose s tankimi stenami in brez kalilne pore.[1]
- topotrosni večnoluknjičar (Perenniporia medulla-panis) ima manjše trose.[2]

## Uporabnost
Neužitna.

## Galerija slik
- Mlada goba
- Trosovnica in odtis trosov
- Detajl trosovnice
- Trosi